# Cerotainia argyropus
Cerotainia argyropus là một loài ruồi trong họ Asilidae. Cerotainia argyropus được Schiner miêu tả năm 1868. Loài này phân bố ở vùng Tân nhiệt đới.